# منزل كئيب (مسلسل)
منزل كئيب (Bleak House) هو مسلسل دراما بريطاني مكون من 15 حلقة مقتبس من رواية المنزل الكئيب للكاتب تشارلز ديكنز. المسلسل عرض على قناة BBC One من أكوتبر إلى ديسمبر 2005، ومن بطولة تشكيلة كبير من النجوم أبرزهم جيليان أندرسون و‌كاري موليجان. بلغت تكفلة المسلسل حوالي 8 مليون £.

## روابط خارجية
- منزل كئيب على موقع IMDb (الإنجليزية)
- منزل كئيب على موقع ميتاكريتيك (الإنجليزية)
- منزل كئيب على موقع روتن توميتوز (الإنجليزية)
- منزل كئيب على موقع ليتربوكسد (الإنجليزية)
- منزل كئيب على موقع كينوبويسك (الروسية)
- منزل كئيب على موقع ألو سيني (الفرنسية)
- منزل كئيب على موقع قاعدة بيانات الفيلم (الإنجليزية)
- BBC Bleak House Press Pack